# Ódinovi vojáci
Ódinovi vojáci (finsky Odinin soturit, švédsky Odins soldater, anglicky Soldiers of Odin) je finská organizace domobrany. Její členové hlídkují v ulicích měst a dle svých prohlášení chrání Finy před přistěhovalci a kriminalitou. Organizace byla založena v závěru roku 2015 v západofinském pohraničním městě Kemi, jež se stalo vstupním místem migrace. Vznikla prostřednictvím facebookové stránky. Jejím zakladatelem je Niina Ruuska.
V polovině ledna 2016 měla podle vlastního vyjádření své buňky ve 23 finských městech, policie potvrdila jejich činnost v pěti. Facebooková stránka vykazovala v té době 7,5 tisíce příznivců. Po hlášeních o kriminálním pozadí některých členů organizace zrušila své webové stránky.
Název organizace je odvozen od hlavního boha severského panteonu Ódina. Oděvem členů je černá bunda mající na zádech vyobrazenu vikinskou helmu, finskou vlajku a nápis „Ódinovi vojáci“, hlídky nosí také masky. Členové organizace jsou příznivci extrémní pravice. Skupinu v Kemi vede Mika Ranta, jenž byl v roce 2005 odsouzen za rasistický útok. Dle tvrzení organizace jsou islámští imigranti příčinou zvyšující se kriminality v zemi. Tvrdí o sobě také, že vlastenecky slouží k ochraně „bílého Finska“.
Podle průzkumů veřejného mínění v lednu 2016 většina Finů s existencí organizace nesouhlasila. Premiér Juha Sipilä uvedl, že samozvané hlídky ve Finsku nemají místo a za pořádek je odpovědná policie. Policejní prezident Seppo Kolehmainen nejprve po silvestrovských incidentech 2015/2016 obecně ocenil vznik hlídek, po kritických reakcích však upřesnil, že měl na mysli například hlídky ve formě rodičovského dozoru, a nikoli neonacistické patroly. Ministr vnitra Petteri Orpo uvedl, že má policie řadu dobrých příkladů občanských aktivit, jako je informování nebo tipy, pouliční hlídky však bezpečnost nezvyšují. Kritici vnímají Ódinovy vojáky jako rasistickou organizaci, jejíž členové jsou bývalí trestanci. Sami členové Ódinových vojáků byli viděni v bundách s protiimigrantskými nápisy a výzvami pro bílé Finsko, nebo proti islámským vetřelcům.
Dne 16. ledna 2016 vyšla do ulic jihofinského města Tampere, kde také zorganizovali Ódinovi vojáci své hlídky, skupina profesionálních klaunů, která se označila jako Loldiers of Odin a na svém blogu uvedla, že jejím cílem je učinit ulice bezpečnější a zábavnější.
Obdobná skupina (Odins soldater) vznikla rovněž v lednu 2016 v Norsku.[zdroj⁠?!] V létě 2016 byla zaznamenána činnost skupiny označující se za Ódinovy vojáky také v Česku, s jádrem v severočeském Mostě. Jejími zakladateli byli Martin Šašala a Miroslav Horáček, média informovala o neonacistické minulosti některých členů.